# Francouzské námořnictvo
Francouzské námořnictvo (francouzsky Marine Nationale) je součástí francouzských ozbrojených sil. Námořnictvo čítá přes 40 000 osob a provozuje jednu letadlovou loď s jaderným pohonem, 13 torpédoborců, 11 fregat, 9 korvet, 4 velké výsadkové lodě a 10 ponorek s jaderným pohonem, z nichž čtyři nesou balistické rakety s jadernou hlavicí.

## Historie

### Vznik
Od dob středověku dodávaly lodě pro válečná tažení francouzskému králi poddaná knížata, šlechtici a obchodní města. Tento systém roku 1624 zanikl a francouzská loďstvo se začalo vytvářet z cíleně postavených válečných lodí (nikoliv adaptovaných obchodních plavidel).

### Ludvík XIII.

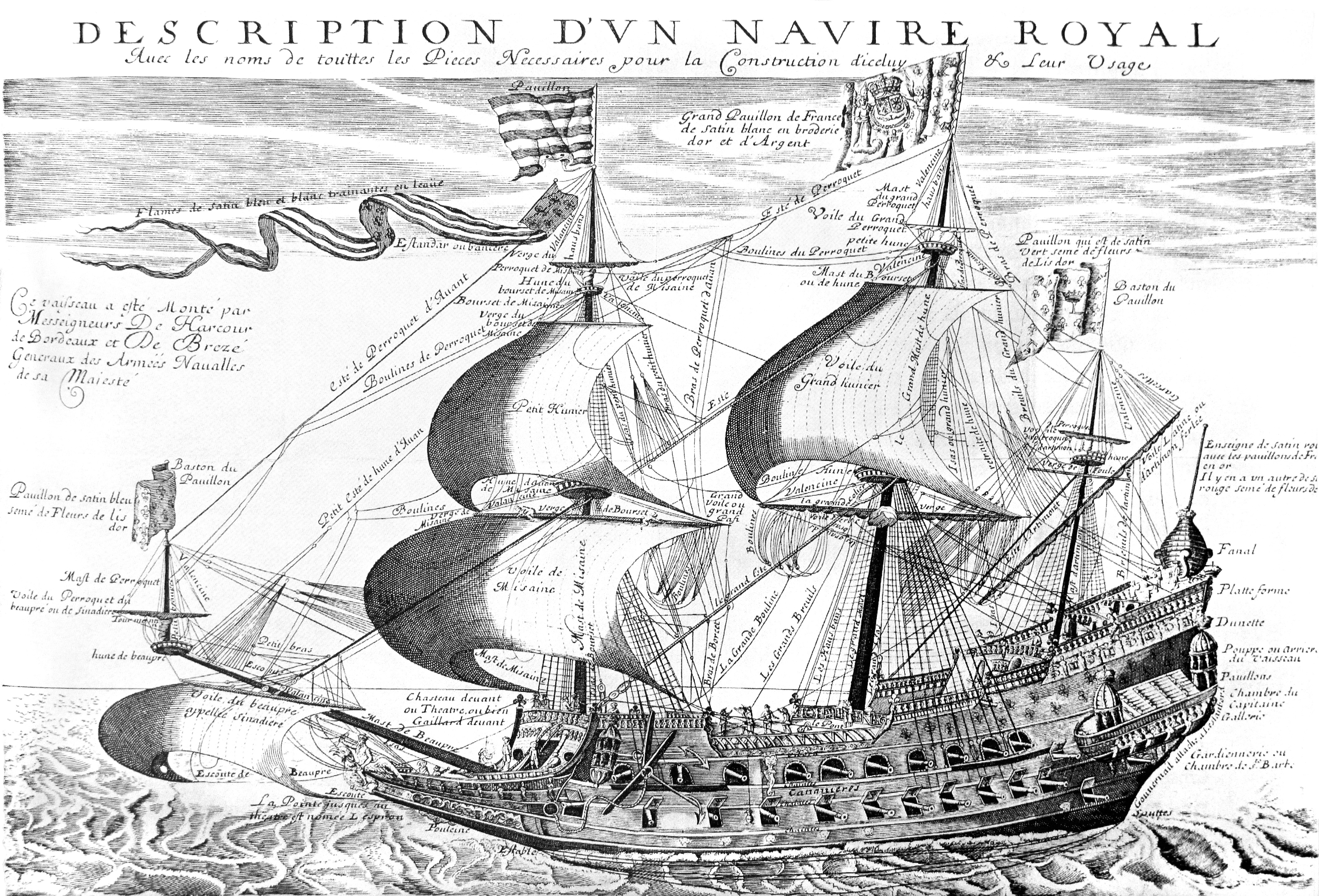
Loď Couronne

Roku 1635 nechal král Ludvík XIII. a jeho rádce, kardinál de Richelieu postavit válečnou loď Couronne o výtlaku 2 000 t a vyzbrojenou 72 děly. Nenesla sice tak těžkou výzbroj jako španělské nebo anglické lodě, ale tím, že byla postavena celá ve Francii představovala zásadní zlom ve francouzské politice ve vývoji francouzských námořních sil, neboť do té doby se takřka všechny francouzské plachetnice stavěly v Nizozemí. De Richelieu se stal ministrem námořnictva a vypracoval plán na rozdělení námořních sil na středomořskou a ocenánskou flotu.
Roku 1640 admirál de Maillé-Brézé v bitvě u Cádizu porazil španělskou flotu a připsal tak pro francouzské loďstvo první vítězný bod. S pomocí loďstva dále docházelo k rozsáhlé kolonizaci, vybudování kolonií v Karibiku (Tortuga, Martinique, Bahamas, Saint-Barthélemy a Guadeloupe), Kanadě (Řeka svatého Vavřince, Acadie) a Madagaskaru.

### Ludvík XIV.
Rozkvět francouzského námořnictva začal naplno až v době, kdy na trůn usedl Ludvík XIV.

### 19. století

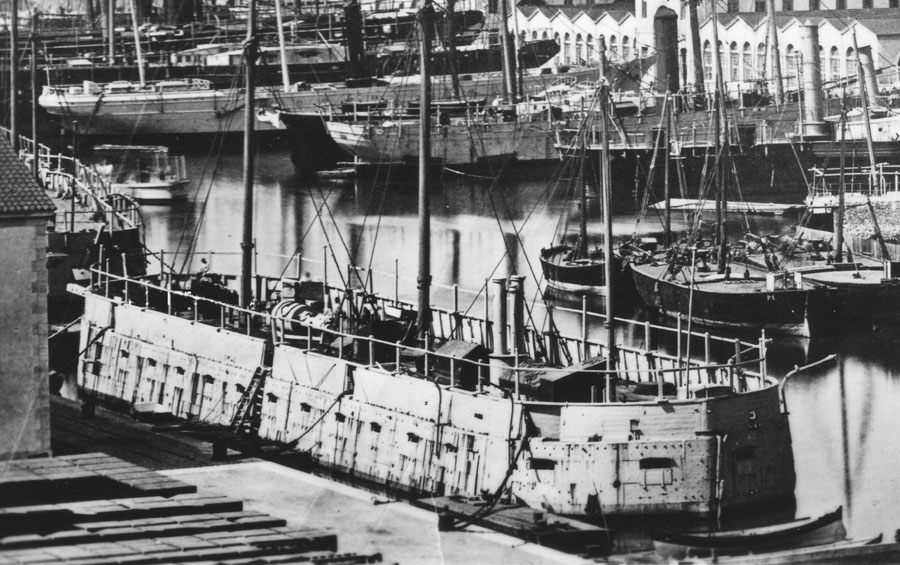
Plovoucí baterie Lave

Francouzské námořnictvo se účastnilo Krymské války proti Rusku. Při ostřelování krymských pevností se uplatnil zcela nový typ válečných lodí, parou poháněné plovoucí baterie třídy Dévastation, chráněné železnými plechy. Právě parní stroj, nově konstruovaná děla a železo přinesly kvalitativní převrat v lodním stavitelství té doby. Francie se snažila narušit dominanci britského námořnictva právě pomocí technických inovací. V roce 1852 byl dokončen Napoléon, první parou poháněná válečná loď a v roce 1860 do služby vstoupila La Gloire, první plnohodnotná pancéřová loď schopná operací na širém moři. Francie rovněž vyvinula novou kategorii pancéřových křižníků, reprezentovanou první lodí Dupuy de Lôme. Ve Francii 19. století se rovněž zrodila vlivná škola Jeune École, založená na nasazení menších dobře vyzbrojených lodí (například torpédy), které měly narušit britskou námořní převahu v bitevních lodích.

### První světová válka
Za první světové války mělo Francouzské námořnictvo důležitou roli v ochraně lodí plujících ze Severní Afriky do metropolitní Francie.

### Druhá světová válka

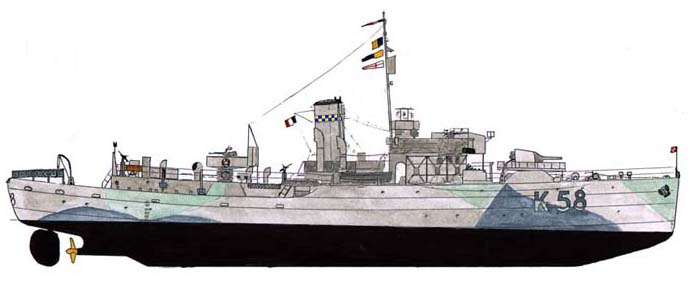
Z válečných lodí Svobodných Francouzů proslula například korveta Aconit britské třídy Flower, bojující v druhé bitvě o Atlantik.

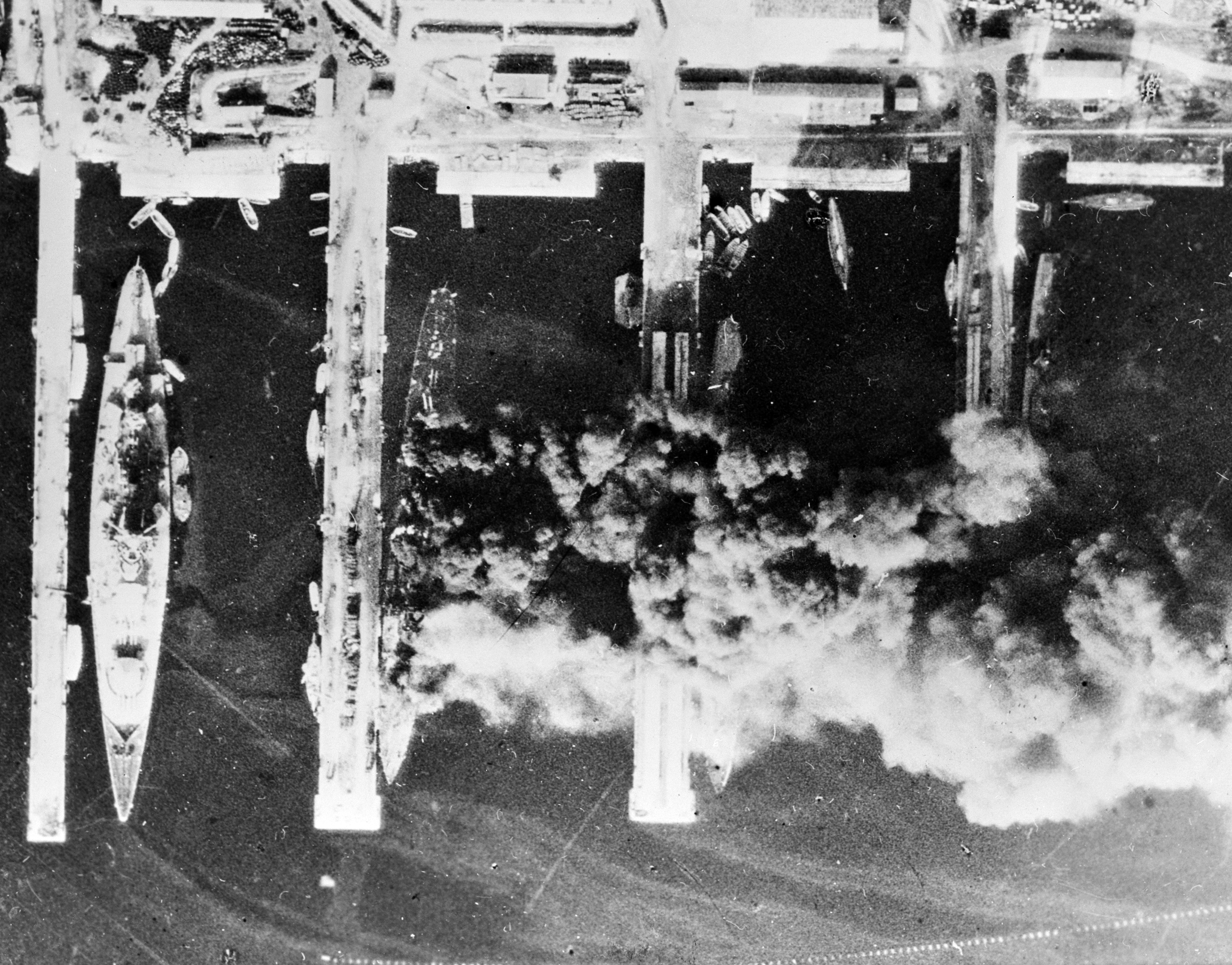
Jádro francouzského loďstva potopily vlastní posádky v roce 1942 v Toulonu

Na počátku druhé světové války se francouzské námořnictvo účastnilo operací Spojenců, například druhé bitvy o Atlantik, norské kampaně či operace Dynamo. Německo-italská pozemní invaze a následná kapitulace Francie však přinesly rozkol do jeho ozbrojených sil. Jen část lodí unikla z francouzských přístavů do Afriky a dalších kolonií (Mers-el-Kébir, Dakar, Martinik, Francouzská Indočína), zatímco jiné zůstaly ve spojeneckých přístavech ve Velké Británii či Egyptě. Většina námořnictva přitom zůstala věrna kolaborantské vládě ve Vichy, která zastavila bojové akce a své síly stáhla zpět na základny. Jen málo jich dál bojovalo v řadách Svobodných Francouzů.
Strach z toho, že by francouzské lodě ukořistila Třetí říše, vedl k zahájení kontroverzní britské operace Catapult. Ta měla neutralizovat tuto hrozbu, mimo internace francouzských lodí kotvících v Alexandrii však vedla i k útoku na Mers-el-Kébir a bitvě o Dakar, ve kterých došlo ke značným ztrátám na životech. Další těžké ztráty přinesla též spojenecká invaze do Severní Afriky, proti které se vichistické síly krátce bránily, ale poté přešly na spojeneckou stranu. Německo reagovalo okupací části metropolitní Francie doposud spravované vichistickým režimem a pokusem o násilné obsazení francouzského loďstva kotvícího v Toulonu. Dne 27. listopadu 1942 tak posádky své lodě potopily, aby nepadly do německých rukou.
Rozrůstající se síly Svobodných Francouzů se naopak podílely například na vylodění v Normandii a vylodění v Jižní Francii. Francie tak sice patřila mezi vítěze druhé světové války, zároveň ale utrpěla těžké ztráty.

## Studená válka

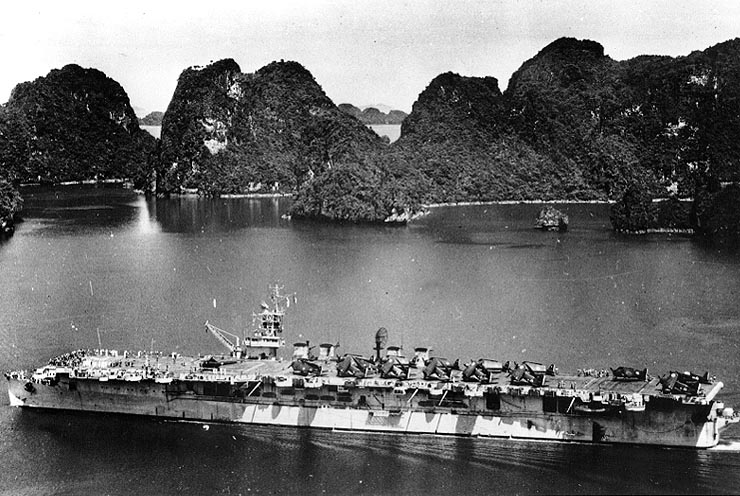
Letadlová loď La Fayette v Indočíně, 1953

Do poválečného období francouzské námořnictvo vstupovalo značně oslabeno. Ztráty jen částečně zacelily jednotky předané v rámci reparací (obzvláště hodnotné byly technologicky pokročilé německé ponorky typu XXI) či dodané z přebytků amerického námořnictva a Britského královského námořnictva. Pestrou směs spíše starších lodí přitom čekalo intenzivní nasazení v indočínské válce, alžírské válce a při Suezské krizi.
Mohutným vzestupem námořnictvo prošlo v 50. letech. Na jeho počátku byl vznik do NATO, na jehož základě Francie získala rozsáhlou americkou pomoc z programu MDAP. K hlavním prioritám patřila ochrana atlantických konvojů NATO, ochrana pobřeží a prosazování velmocenských ambicí země. V 50. letech tak námořnictvo získalo dvě (zapůjčené) lehké letadlové lodě – Arromanches (R95) britské třídy Colossus a La Fayette (R96) americké třídy Independence, křižník De Grasse, 17 torpédoborců, devět fregat, dvě ponorky a řadu menších lodí. Rozestavěné přitom byly další dvě těžké letadlové lodě třídy Clemenceau, křižník Colbert, devět fregat a osm ponorek.
V roce 1958 se francouzským prezidentem stal Charles de Gaulle, který výrazně ovlivnil jak francouzskou politiku, tak její obrannou doktrínu. Země nejen opustila vojenské struktury NATO, ale zároveň zahájila ambiciózní jaderný program, který měl i svou námořní složku v podobě jaderných útočných ponorek a balistických raket na palubách jaderných ponorek. Námořnictvo rovněž asistovalo jaderným zkouškám na atolu Mururoa. Ostatní země nákladný francouzský jaderný program nepodporovaly a proto mohl být realizován jen za cenu velkých škrtů v rozpočtu námořnictva a jeho postupného zastarávání. V 60. letech tak byly postaveny pouze dva fregaty třídy Suffren, konvenční ponorky třídy Daphné a výsadkové lodě třídy Ouragan.
Na počátku 70. let byl představen ambiciózní plán na modernizaci námořnictva, jehož alespoň částečná realizace se, pro nedostatek financí, protáhla hluboko do 80. let. Důležité byly především raketonosné ponorky třídy La Redoutable. V 80. letech byly stavěny především jaderné ponorky třídy Rubis, fregaty tříd Georges Leygues a Cassard, korvety třídy D'Estienne d'Orves, přičemž rozestavěna byla první výsadková loď třídy Foudre a velká letadlová loď s jaderným pohonem Charles de Gaulle.

## Složení

### Letadlové lodě

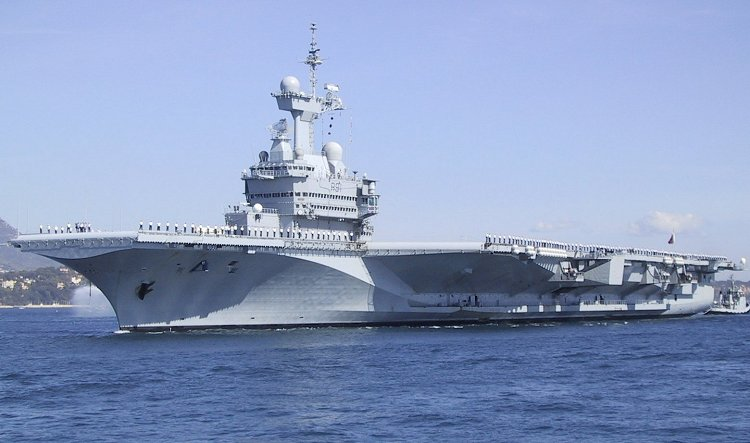
Letadlová loď Charles de Gaulle

- Charles de Gaulle (R91) – střední letadlová loď s jaderným pohonem a vzletem letounů CATOBAR

### Fregaty

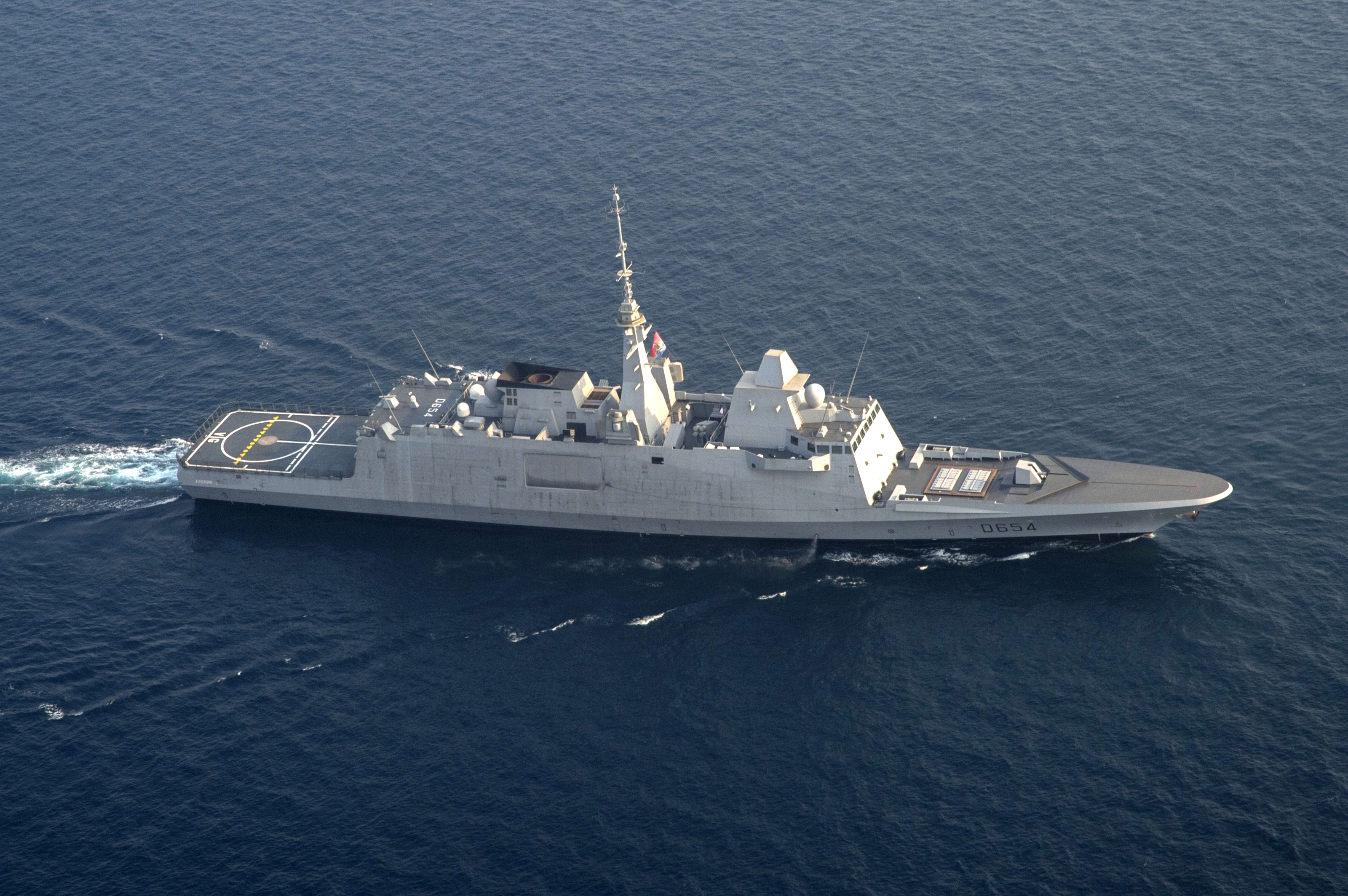
Fregata Auvergne (D 654)

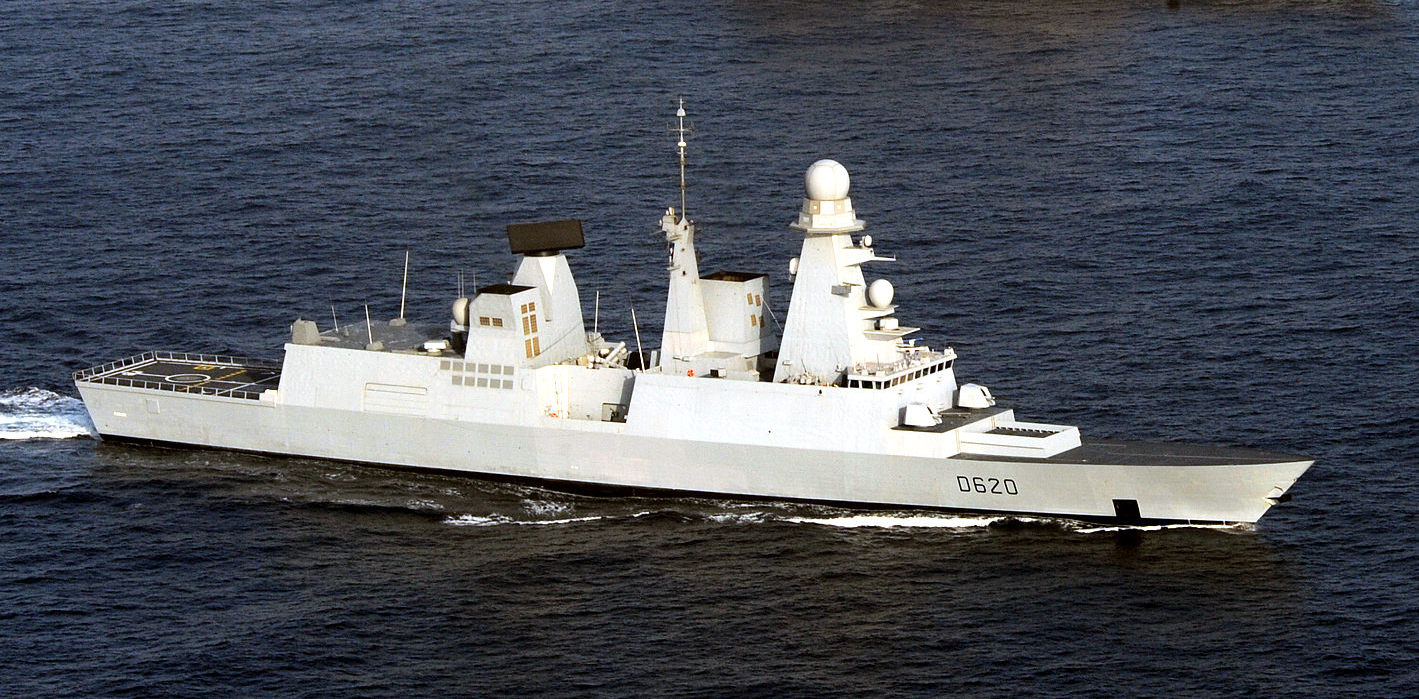
Fregata Forbin

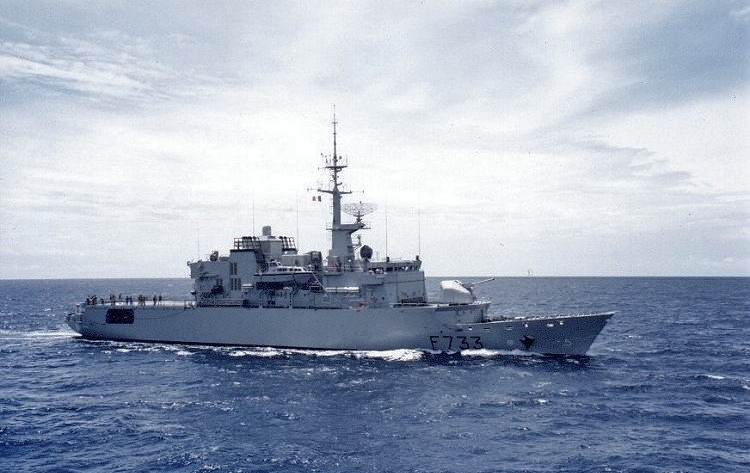
Fregata třídy Floréal

- Třída FREMM – protiponorkové stealth fregaty
  - Aquitaine (D 650)
  - Provence (D 652)
  - Languedoc (D 653)
  - Auvergne (D 654)
  - Bretagne (D 655)
  - Normandie (D 651)
  - Alsace (D 656) – protiletadlová verze FREDA
  - Lorraine (D 657) – protiletadlová verze FREDA

- Třída Horizon – protiletadlové stealth fregaty
  - Forbin (D620)
  - Chevalier Paul (D621)

- Třída La Fayette – univerzální stealth fregata
  - La Fayette (F 710)
  - Surcouf (F 711)
  - Courbet (F 712)
  - Aconit (F 713)
  - Guépratte (F 714)

- Třída Floréal – hlídková fregata
  - Floréal (F 730)
  - Prairial (F 731)
  - Nivôse (F 732)
  - Ventôse (F 733)
  - Vendémiaire (F 734)
  - Germinal (F 735)

### Ponorky

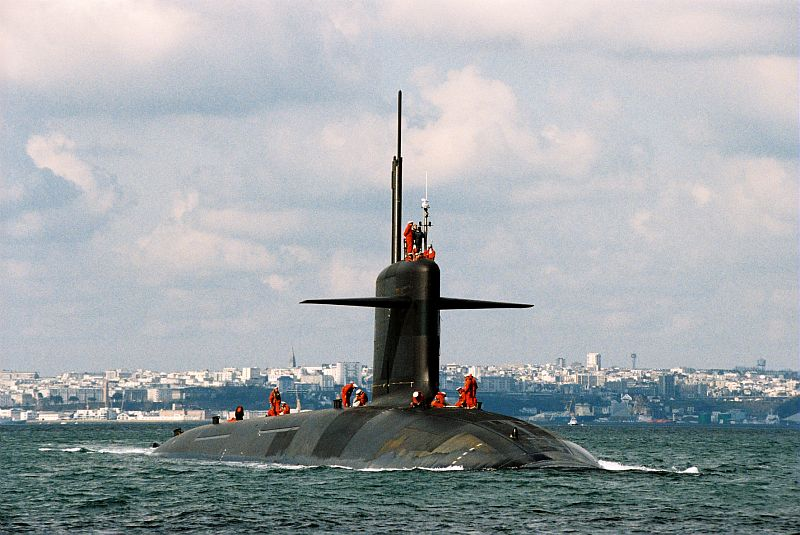
Raketonosná ponorka Le Vigilant (S 618)

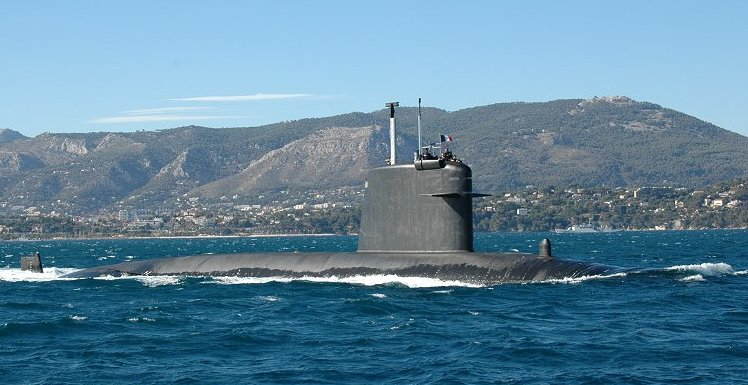
Útočná ponorka Casabianca

- Třída Le Triomphant – raketonosná ponorka s jaderným pohonem
  - Le Triomphant (S616)
  - Le Téméraire (S617)
  - Le Vigilant (S618)
  - Terrible (S619)

- Třída Suffren – útočná ponorka s jaderným pohonem
  - Suffren (S635)
  - Duguay-Trouin (S636)
  - Tourville (S637)

- Třída Rubis – útočná ponorka s jaderným pohonem
  - Émeraude (S604)
  - Améthyste (S605)
  - Perle (S606)

### Výsadkové lodě

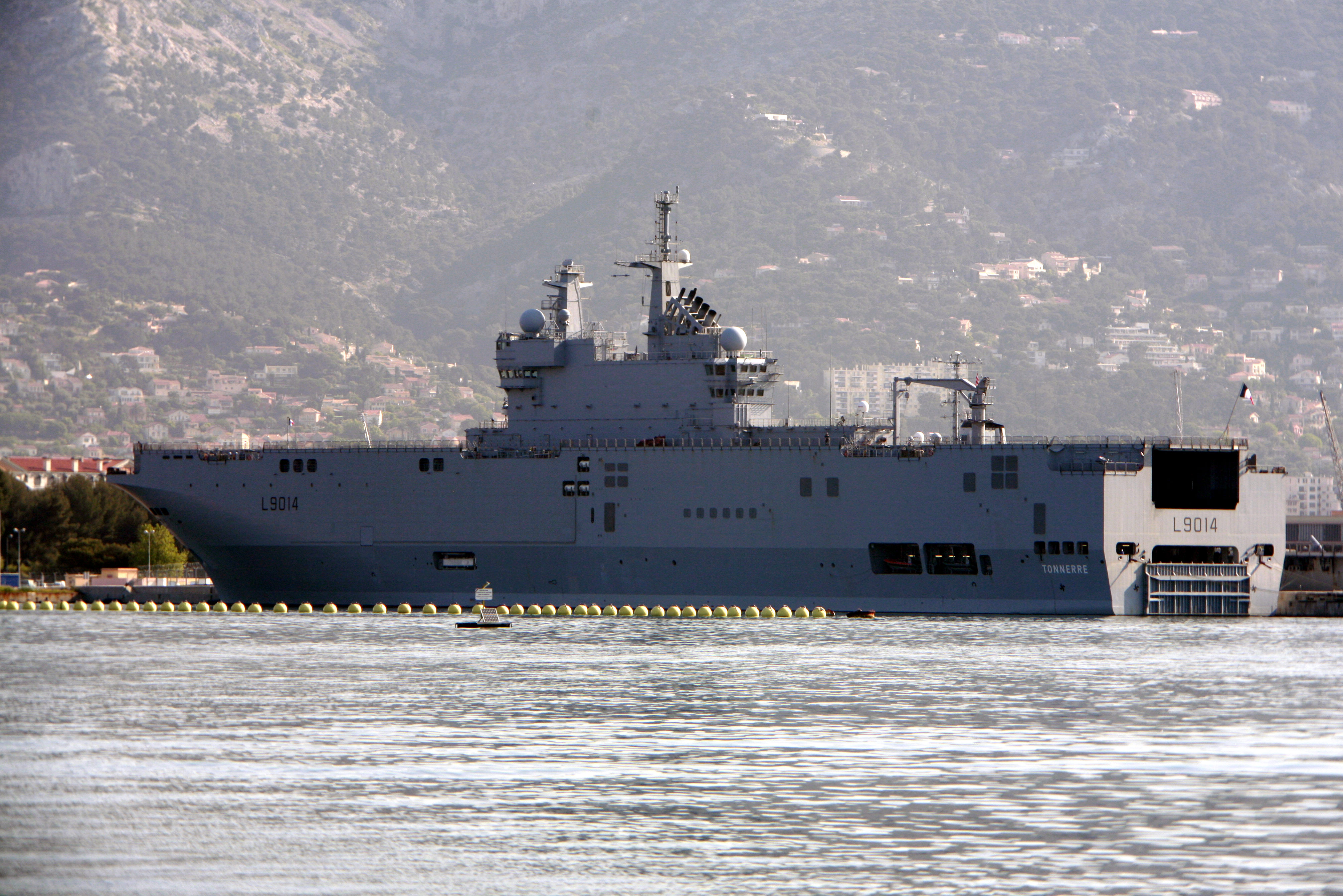
Výsadková loď Tonnerre

- Třída Mistral – vrtulníková výsadková loď
  - Mistral (L9013)
  - Tonnerre (L9014)
  - Dixmude (L9015)

- EDA-R (8 ks) – hybridní vyloďovací čluny
- EDA-S (2 ks) – vyloďovací čluny

### Hlídkové lodě
- Třída Félix Éboué (2 ks)
- Třída La Confiance (3 ks)
- Třída D'Entrecasteaux (4 ks)

- Třída D'Estienne d'Orves
  - Commandant Blaison (F 793)

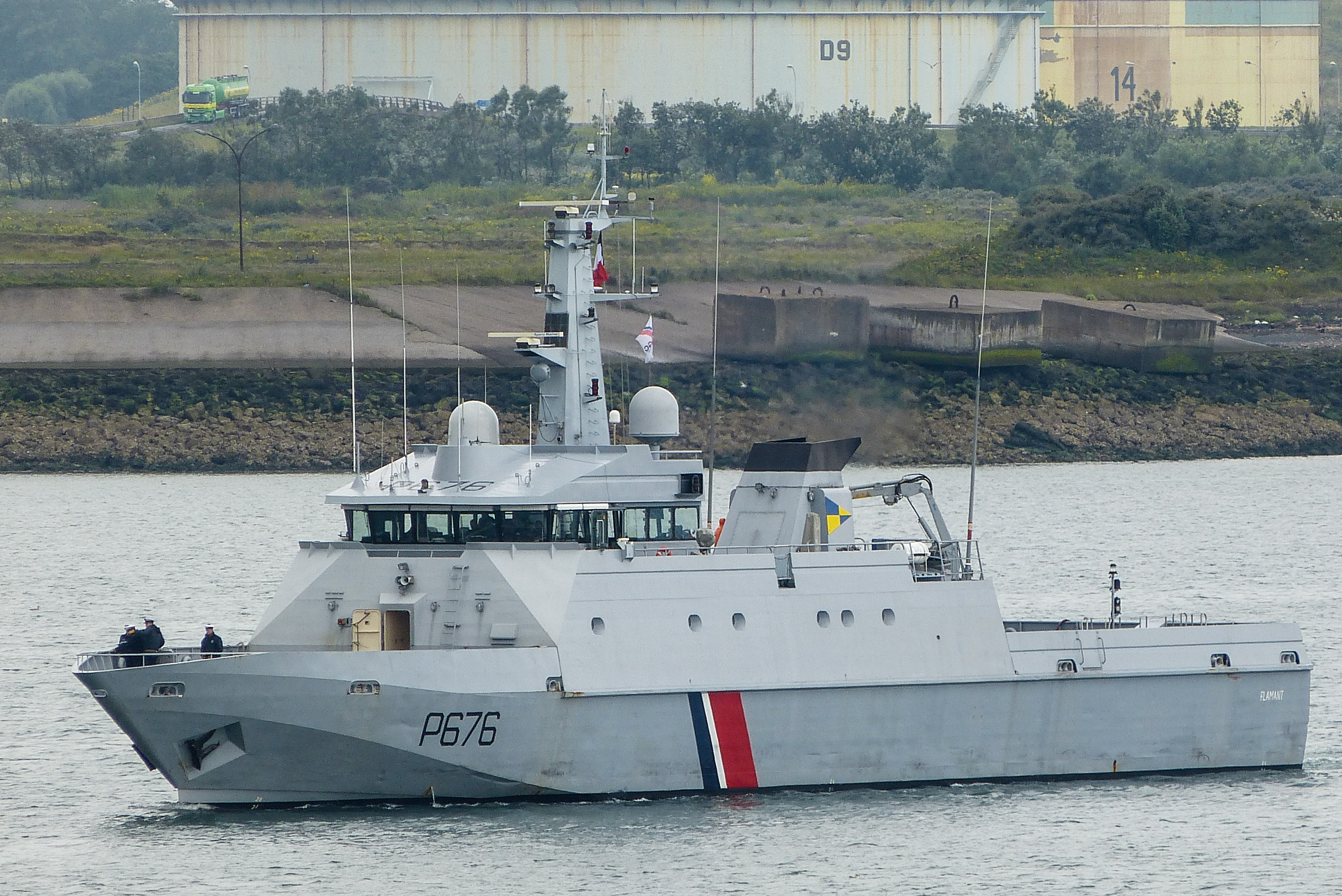
Flamant

  - Enseigne de Vaisseau Jacoubet (F 794)
  - Commandant Ducuing (F 795)
  - Commandant Birot (F 796)
  - Commandant Bouan (F 797)

#### Gendarmerie Maritime
- Třída Flamant (3 ks)
- Arago (P675)

### Minolovky
- Třída Tripartite (5 ks)
- Třída Vulcain (4 ks)
- Třída Antarès (3 ks)

### Pomocné lodě

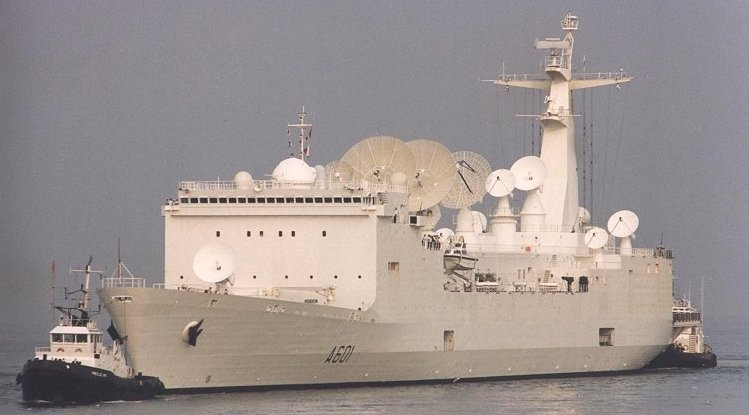
Monge (A601)

- Třída Jacques Chevallier – logistická podpůrná loď
  - Jacques Chevallier (A725)

- Třída Durance – zásobovací tanker
  - Somme (A 631)

- Třída Loire – víceúčelové podpůrné lodě

- L'Astrolabe – ledoborec

- Dupuy de Lôme (A759) – zpravodajská loď

- Monge (A601) – plavidlo pro sledování satelitů a balistických raket

- Alizé (A645) – potápěči

- Thétis (A785) – slouží ke zkouškám

## Plánované
- Sous-Marin Nucléaire Lanceur d'Engins de Troisieme Génération (SNLE 3G) – raketonosné ponorky třetí generace
- Třída Suffren – 3 útočných ponorek s jaderným pohonem
- Porte Avions de Nouvelle Génération (PA-NG) – letadlová loď nové generace[1][2]
- Třída Amiral Ronarc'h – 5 středních fregaty
- Třída Jacques Chevallier – 3 zásobovací lodě odvozené od italské Vulcano (A5335) (program BRF)
- Třída Félix Éboué – 4 oceánských hlídkových lodí
- Třída RMCM – 6 minolovek
- EDA-S – 12 vyloďovacích člunů
- Vedettes de soutien à la plongée (VSP) – 8 minolovek (lodí pro podporu potápěčů)[3][4]
- Patrouilleurs Hauturiers (PH) – Původí označení Patrouilleur Océanique (PO). Sedm oceánských hlídkových lodí od konsorcia ustaveného francouzskými loďařskými firmami Constructions Mécaniques de Normandie, Piriou a SOCARENAM, které v letech 2025–2029 nahradí třídy D'Estienne d'Orves a Flamant

## Hodnosti
- Amiral
- Vice-amiral d'escadre
- Vice-amiral
- Contre-amiral
- Capitaine de vaisseau
- Capitaine de frégate
- Capitaine de corvette
- Lieutenant de vaisseau
- Enseigne de vaisseau de première classe
- Enseigne de vaisseau de deuxième classe
- Aspirant